# شیدونیا نو کیشی
شیدونیا نو کیشی یا شوالیه‌های سیدونیا (ژاپنی: シドニアの騎士 هپبورن: Shidonia no Kishi) یک مجموعه مانگا ژاپنی در ژانر اپرای فضایی و مکا است که توسط تسوتومو نیهه‌ای نوشته شده است و به‌وسیلهٔ انتشارات کودانشا از آوریل سال ۲۰۰۹ تا سپتامبر ۲۰۱۵ در ماهنامه افترنون به چاپ می‌رسید، و فصل‌های آن در پانزده جلد تانکوبون جمع‌آوری شدند. این مجموعه داستان تانیکازه ناگاته، پسری ساکن طبقه زیرین را روایت می‌کند که قصد تبدیل شدن به یک خلبانان نگهبان را دارد. مأموریت آن‌ها دفاع از فضاپیمای عظیم سیدونیا از گونه‌ای بیگانه تحت نام «گائونا» است.
یک مجموعه تلویزیونی انیمه دوازده قسمتی نیز بر پایه نسخه مانگا و به کارگردانی کوبون شیزونو توسط استودیوی پولیگان پیکچرز دستمایه اقتباس قرار گرفت که از آوریل تا ژوئن ۲۰۱۴ در شبکهٔ ام‌بی‌اس، و بعدها از تی‌بی‌اس، سی‌بی‌سی، و بی‌اس-تی‌بی‌اس پخش شد. فصل دوم مجموعه انیمه نیز به تعداد ۱۲ قسمت از آوریل تا ژوئن ۲۰۱۵ پخش شده است.
در سال ۲۰۱۵، شوالیه‌های سیدونیا سی‌ونهمین جایزه مانگای کودانشا در بخش عمومی، و همچنین چهل و هفتمین جایزهٔ سیئون در بخش بهترین کمیک سال ۲۰۱۶ را دریافت کرد.

## داستان
داستان مجموعه در سال ۳۳۹۴ روایت می‌شود. هزاران سال از نابودی سامانهٔ خورشیدی توسط گونه‌ای عجیب از موجودات زیست فرازمینی با قابلیت دگرپیکری به نام «گائونا» که فاقد هیچگونه روش ارتباطی بودند می‌گذرد. بخشی از انسان‌ها با استفاده از «سفینه‌های سید» همانند سیدونیا، که از باقی‌مانده سیاره ساخته شده بود موفق به فرار شدند. این سفینه به آن‌ها اجازه حفظ جمعیت در فضا را می‌داد. در سیدونیا که فرهنگ انسانی خود را نزدیک به فرهنگ ژاپن بنا کرده است، شبیه‌سازی انسان، تولید مثل غیرجنسی، و مهندسی ژنتیک انسان، به‌طور مثال اعطای فرایند فتوسنتز به انسان، به امری عادی مبدل شده است. همچنین بعدها آشکار شد که به افراد رده بالا و برجسته این جامعه به‌طور پنهانی توانایی جاودانگی اعطا شده است. با جمعیتی بیش از ۵۰۰٬۰۰۰ نفر، سیدونیا احتمالاً آخرین زیستگاه باقی‌مانده بشر است، و سرنوشت فضاپیماهای دیگر در پرده‌ای از ابهام قرار داشت. اطلاعات زیادی از ماهیت واقعی گائونا یا انگیزه آن‌ها برای حمله به بشریت در دسترس نیست. هر گائونا دارای هسته‌ای تقریباً آسیب‌ناپذیر است که توسط توده‌ای عظیم از مواد انعطاف‌پذیر تحت عنوان پلیسِنتا (جُفت) (به ژاپنی: 胞衣, ena) محافظت می‌شود.
تانیکازه ناگاته شخصیت اصلی داستان مرد جوانیست که در قسمت پایین سفینهٔ سیدونیا بزرگ شده و تمرینات ویژه شبیه‌سازی شده برای هدایت اسلحه‌های بزرگ ربات شکلی به نام «گاردس» دیده است. ناگاته و همرزمان خلبانش باید جانشان را به خطر بیندازند تا با این موجودات مخوف که فقط با سلاحی ضد گائونا با نام کابیزاشی نابود می‌شدند در نبرد نهایی برای حفظ بقای بشر به مقابله بپردازند.

## شخصیت‌های اصلی
- ناگاته تانیکازه (谷風 長道 Tanikaze Nagate؟)

صداگذاری شده توسط: ریوتا اوساکا (ژاپنی); جانی یونگ بوش (انگلیسی)
شخصیت اصلی داستان که توسط پدربزرگش هیروکی سایتو در طبقه زیرین سیدونیا بزرگ شده بود، بدین سبب او تحت درمان ویژه ژنتیکی قرار نگرفته بود و به این دلیل قادر به تقویت خود از طریق فرایند فتوسنتز نبود و برای تغذیه روزانه باید همانند یک انسان معمولی به‌طور منظم آب و غذا می‌خورد. او به دلیل آگاه نبودن به قوانین و ویژگی‌های فرهنگی جدید توسط انسان‌های دیگر نادیده گرفته می‌شد، اما در نهایت به ناجی سفینه فضایی، یکی از اعضای اصلی مدافعان و بالاخره یک قهرمان تبدیل شد. او خلبان مدل قدیمی یک اسلحه افسانه‌ای رباتی با نوع-۱۷ به نام «سوگوموری» بود.
- هوشیجیرو شیزوکا (星白 閑 Shizuka Hoshijiro؟)

صداگذاری شده توسط: آیا سوزاکی (ژاپنی); استفنی شی (انگلیسی)
یکی از خلبانان نگهبان که رتبهٔ ۲ را در میان کارآموزان دارا بود. او اولین سیدونیایی بود که تانیکازه با او آشنا شد و بعدها در حین مأموریتی که به مدت ده روز در کنار هم به سر بردند به او علاقه پیدا کرد. هوشیجیرو اغلب با تمام افراد به مهربانی رفتار می‌کرد، حتی نسبت به ناگاته که در ابتدا توسط بسیاری از کارآموزان طرد شده بود. بر خلاف کارآموزان دیگر که ناگاته را تحقیر کرده و مورد تمسخر قرار می‌دادند، هوشیجیرو نسبت به او دلسوزی می‌نمود. او در دستهٔ بهترین کارآموزان خلبان به‌شمار می‌رفت و پشت سر نوریو کوناتو، رتبه دوم را به خود اختصاص داده بود. او بعدها حین نجات تانیکازه توسط گائونای ۴۹۰ کشته و جذب می‌شود، که از دی‌ان‌ای و حافظه‌های او برای ایجاد یک گائونای قدرتمند شناخته شده تحت عنوان شاهین شب‌پره زرشکی (紅天蛾 Benisuzume) استفاده می‌کند.
- تسوموگی شیرائویی (白羽衣 つむぎ Shiraui Tsumugi؟)

صداگذاری شده توسط: آیا سوزاکی (ژاپنی); استفنی شی (انگلیسی)
یک دورگه گائونا/انسان که توسط تولیدات کوناتو برای مبارزه با گائوناهای دیگر خلق شد. تسوموگی از نظر اندازه شبیه به گارده است، اما ظاهری شبیه به گائونا دارد و به شکل زنی جوان که لباسی بر تن دارد تصویر می‌شود. تسوموگی در نهایت با ناگاته و ایزانا دوست می‌شود، و معمولاً با استفاده از یک شاخک با آن‌ها ارتباط برقرار می‌کند و از طریق سیستم تهویه کشتی به صورت پنهانی به داخل وارد می‌شود، در حالی که بقیه بدنش در محفظه نگهداری او باقی می‌ماند. تسوموگی در اکثر مواقع رفتاری مهربان، کنجکاو و کودکانه از خود نشان می‌دهد، اما مهارت او در مبارزه تنها با ناگاته قابل قیاس است. درست مانند شیزوکا، در نهایت او نیز به ناگاته علاقه پیدا می‌کند و بر خلاف تصورش، ناگاته نیز با وجود شکل غیرانسانی‌اش، او را می‌پذیرد. تسوموگی مجهز به یک توپ کابی مصنوعی ارگانیک و پنجه‌های جمع شونده ساخته شده از کابی مصنوعی است.
- شیناتوسه ایزانا (科戸瀬 イザナ Shinatose Izana؟)

صداگذاری شده توسط: آکی تویوساکی (ژاپنی); ملیسا فان (انگلیسی)
متعلق به گونه‌ای جدید از جنسیت انسان‌ها یعنی جنسیت سوم بود که در طی صدها سال از مهاجرت بشر به فضا نشأت گرفته بود (ایزانا نه جنسیت مذکر داشت و نه مؤنث). این نوع جنسیت بسته به نوع جنسیت و گرایش جنسی که مورد تمایل اوست می‌تواند یا مذکر یا مؤنث بشود یا تمایل بی‌جنس‌گرایی برای تولید یک شبیه‌سازی از روی خود داشته باشد. ایزانا به سرعت به یکی از بهترین دوستان ناگاته و در نهایت هم اتاقی او تبدیل شد. با جلوتر رفتن داستان ایزانا به ناگاته علاقه‌ای عاشقانه پیدا می‌کند. این کشش جنسی باعث می‌شود که بدن ایزانا به جنس ماده دگرگون شود.
- میدوریکاوا یوهاتا (緑川 纈 Midorikawa Yuhata؟)

صداگذاری شده توسط: هیساکو کانموتو (ژاپنی); جد سکستون (انگلیسی)
خواهر یکی از مدافعان اولیه سیدونیا و یکی از دوستان ناگاته و ایزانا است که بعدها او نیز نسبت به ناگاته ابراز علاقه نمود و برای جلب توجه با ایزانا رقابت می‌کند.

## رسانه

### مانگا
شوالیه‌های سیدونیا توسط تسوتومو نیهه‌ای نوشته و تصویرسازی شده است، و از ۲۵ آوریل ۲۰۰۹، تا ۲۵ سپتامبر ۲۰۱۵ در مجلهٔ سینن مانگای افترنون از انتشارات کودانشا به صورت سریالی منتشر شد. فصل‌های آن در پانزده جلد تانکوبون جمع‌آوری شدند. مجوز چاپ این مانگا در آمریکای شمالی توسط ورتیکال گرفته شد، که تمامی ۱۵ جلد را به زبان انگلیسی بین ۵ فوریه ۲۰۱۳ تا ۲۶ آوریل ۲۰۱۶ منتشر کرد.

### انیمه
یک مجموعه تلویزیونی انیمه توسط پولیگان پیکچرز مورد اقتباس قرار گرفت که نمایش افتتاحیه آن در ۱۰ آوریل ۲۰۱۴ و در شبکه‌های ام‌بی‌اس و سپس در تی‌بی‌اس، سی‌بی‌سی و بی‌اس-تی‌بی‌اس بود و فصل اول آن در ۲۶ ژوئن ۲۰۱۴ به پایان رسید. کارگردانی این مجموعه بر عهده کوبون شیزونو، و دستیارش هیرویوکی سشیتا، فیلمنامه از سادایوکی مورایی و طراحی شخصیت‌ها اثر یوکی موریاما بوده است. این سری همچنین از ۴ ژوئیه ۲۰۱۴ توسط نتفلیکس در تمام مناطق خود بومی‌سازی و پخش شد و به اولین انیمه اصلی این سرویس، و همچنین اولین سری انیمه در نتفلیکس که در دالبی ویژن/اچ‌دی‌آر در دسترس است، تبدیل شد. فصل اول مجوز انتشار رسانه خانگی را توسط سنتایی فیلم‌ورکس دریافت کرد. آهنگ آغازین تحت نام «سیدونیا» اثر آنجلا و آهنگ پایانی «نمایش» (掌) اثر اری کیتامورا است. فصل دوم مجموعه تلویزیونی انیمه از ۱۰ آوریل ۲۰۱۵ تا ۲۶ ژوئن ۲۰۱۵ پخش شد، و آهنگ آغازین آن Kishi Kōshinkyoku (騎士行進曲 Knight March) اثر آنجلا و «مرثیه» از کاستومایز به عنوان آهنگ پایانی آن می‌باشند. فصل دوم در ۳ ژوئیه ۲۰۱۵ و از نتفلیکس در دسترس قرار گرفت، و مجدد مجوز انتشار از رسانه خانگی را توسط سنتایی فیلم‌ورکس دریافت کرد. در ۱۶ ژوئن ۲۰۱۷، ساخت فصل سوم این مجموعه به کارگردانی هیرویوکی سشیتا تأیید شد. در ژوئیه ۲۰۲۱، فانیمیشن اعلام کرد که حقوق پخش هر دو فصل را از نتفلیکس به دست آورده است.

### فیلم‌ها
یک فیلم تلفیقی از فصل اول با صحنه‌های اضافی و جلوه‌های صوتی بازنگری شده در ۶ مارس ۲۰۱۵ به نمایش درآمد. سکان کارگردانی این فیلم بر عهدهٔ کوبون شیزونو بود و فیلمنامه آن توسط سادایوکی مورایی به رشته تحریر درآمده است.
فیلم انیمه جدید دوم با عنوان شوالیه‌های سیدونیا: عشق بافته شده در ستاره‌ها در ۳ ژوئیه ۲۰۲۰ معرفی شد. هیرویوکی سشیتا به عنوان کارگردان اصلی و تاداهیرو یوشیهیرا به عنوان کارگردان فیلم جدید در نظر گرفته شدند و پولیگان پیکچرز برای تولید بازگشت. سادایوکی مورایی و تتسویا یامادا برای نوشتن فیلمنامه بازگشتند، در حالی که نوری‌یوکی آساکورا وظیفهٔ ساخت موسیقی را بر عهده داشت. دیگر دست‌اندرکاران برای ایفای مجدد نقش‌های خود بازگشتند.